# Guilin Bank
La Guilin Bank (chinois : 桂林银行 / pinyin : Guìlín yínháng), littéralement la Banque de Guilin, est une institution bancaire privée chinoise fondée en 1997 et basée à Guilin, dans la région autonome du Guangxi. Son bureau administratif est situé sur la rue Zhongshan sud (中山南路 Zhōngshān nánlù), dans le district de Xiangshan.

## Histoire
La Guilin Bank est fondée en 1997 sous le nom de la Guilin Commercial Bank (桂林市商业银行 / Guìlínshì shāngyè yínháng). Le 1er novembre 2010, l'entreprise est renommée à son nom actuel, Guilin Bank. Le 25 novembre de la même année, la cérémonie de réouverture a lieu et le logotype de la compagnie est aussi changé.
De 2015 à 2019, l'entreprise voit une baisse de 24 % dans sa rentabilité des actifs, qui est devenue en date de 2019 de 0.41 %.